# Урал-4320
Урал-4320 — советский и российский крупнотоннажный грузовой автомобиль повышенной проходимости с колёсной формулой 6 × 6, производящийся на Уральском автомобильном заводе в Миассе.
4320 и его модификации являются моделью семейства 3-го поколения автомобилей Урал и преемником автомобиля 2-го поколения Урал-375. 

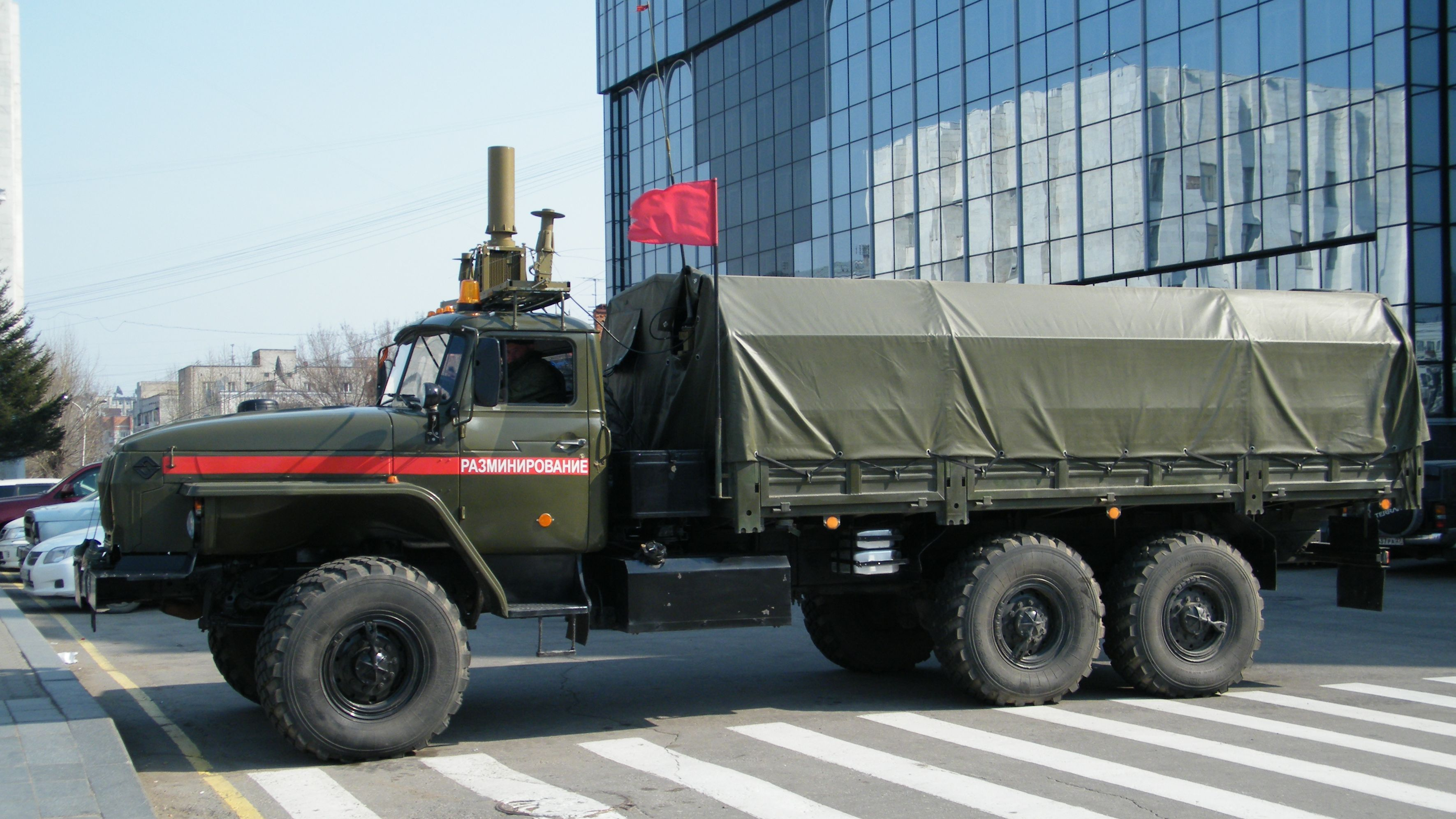
Длиннобазовый «Урал-4320»

На сегодняшний день серия Урал-4320 производится с дизельными двигателями ЯМЗ мощностью 230…300 л. с. экологического класса Евро-4 и Евро-5. 
Размер шин — 14.00 R20 (370 R508).

## Предназначение
Урал-4320 был разработан для транспортировки грузов, людей и трейлеров на всех типах дорог и бездорожья.

## История
Производство грузовиков и шасси линейки «Урал-4320» было начато 17 ноября 1977 и фактически данная серия производится по настоящее время, хотя и в существенно модернизированном виде.
На 1986 год выпущено более миллиона грузовиков. Изначально Урал-4320 оснащался дизельным двигателем КамАЗ-740, но в результате пожара на заводе двигателей КамАЗ 14 апреля 1993 года, поставки данного двигателя сторонним производителям прекратились, и на Урал-4320 (а также всех последующих моделях и модификациях грузовиков Урал) стали устанавливаться двигатели ЯМЗ-236 и ЯМЗ-238 Ярославского моторного завода.
Из-за образовавшегося дефицита дизельных двигателей некоторая часть Урал-4320 выпуска 1993—1994 годов была вынужденно оснащена карбюраторным двигателем ЗИЛ-375, то есть фактически было продлено производство модели Урал-375Д, но с оперением моторного отсека типа 4320. Первоначально модификации с двигателем ЯМЗ-238 отличались внешне более длинным моторным отсеком, а машины с двигателем ЯМЗ-236 сохранили такой же моторный отсек, как у машин с двигателем КАМАЗ-740 (отличие — у машин с ЯМЗ-236 воздушный фильтр на правом крыле из-за иной, более плотной компоновки моторного отсека). С середины 2000-х годов все машины независимо от модели двигателя выпускаются с удлинённым моторным отсеком.
С середины 1990-х годов на Урал-4320 и Урал-5557 появился широкий бампер с фарами, а в крыльях, на старых местах крепления фар, появились пластиковые заглушки. Однако исключительно для нужд Министерства обороны, по специальному заказу, по настоящее время поставляются машины с узким бампером и фарами в крыльях. С 1996 года начат выпуск облегченного двухосного (4х4) 4,2-тонного грузовика Урал-43206, конструктивно полностью идентичного трехосному Урал-4320.
В 2009—2014 годах на автомобили серии 4320 мелкосерийно устанавливали бескапотную кабину типа Iveco «P» (производства СП «УралАЗ-ИВЕКО») с оригинальным скругленным интегральным стеклопластиковым капотным оперением (комплектации «-57» и «-58»). В дальнейшем такая кабина начала устанавливаться на шасси Урал-4320 и в бескапотном варианте (по подобию автомобиля Урал-63685). Эти машины имеют комплектации −80, −81.
С 2014 года с переходом на двигатели стандарта Евро-4 на Урал-4320 начали применяться только современные дизели серий ЯМЗ-65654 и ЯМЗ-5362.
В 2014 году с целью повышения надежности узлов и агрегатов шасси и увеличения пробега до капремонта серия Урал-4320 была модернизирована в серию «Урал-М» при сохранении кабины типа 4320.
Осенью 2015 года серия «Урал-М» была модернизирована до серии Урал Next путём установки кабин нового поколения типа «ГАЗель Next» с оригинальным пластиковым оперением моторного отсека, а также рядом усовершенствованных узлов и агрегатов.
- Распределение нагрузки снаряженного автомобиля = передняя ось — 4550 кг, задняя тележка — 3500 кг
- Распределение нагрузки автомобиля полной массы = передняя ось — 4635 кг, задняя ось — 10 570 кг

## Модификации

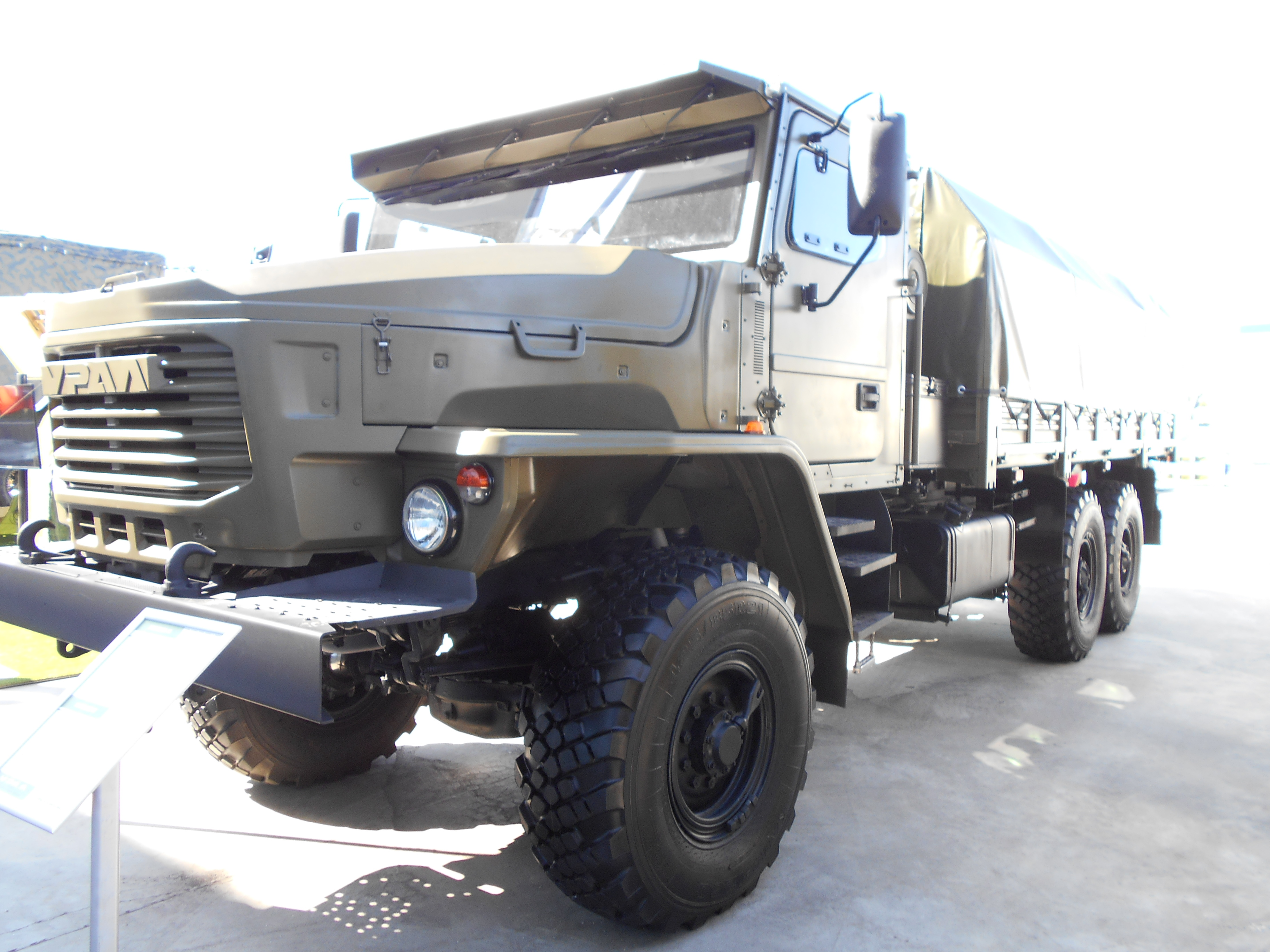
«Урал-4320-07811-31» Мотовоз-М

- Урал-4320-****-** — шасси со стандартной («классической») металлической кабиной, грузоподъёмностью около 7-9 т;
- Урал-4320-19**-** — длиннобазное шасси, грузоподъёмностью около 12 т;
- Урал-43203-****-** — шасси с усиленной передней подвеской;
- Урал-43204-****-** — шасси трубоплетевозного тягача, увеличенная грузоподъёмность;
- Урал-44202-****-** — седельный тягач для эксплуатации с полуприцепом по всем видам дорог;
- Урал-5557/55571-****-** — шасси для монтажа технологического оборудования и специальных установок массой ~12—14 т с широкопрофильными шинами с регулируемой подкачкой колес, что существенно повышает проходимость автомобиля;

Варианты кабины и оперения:

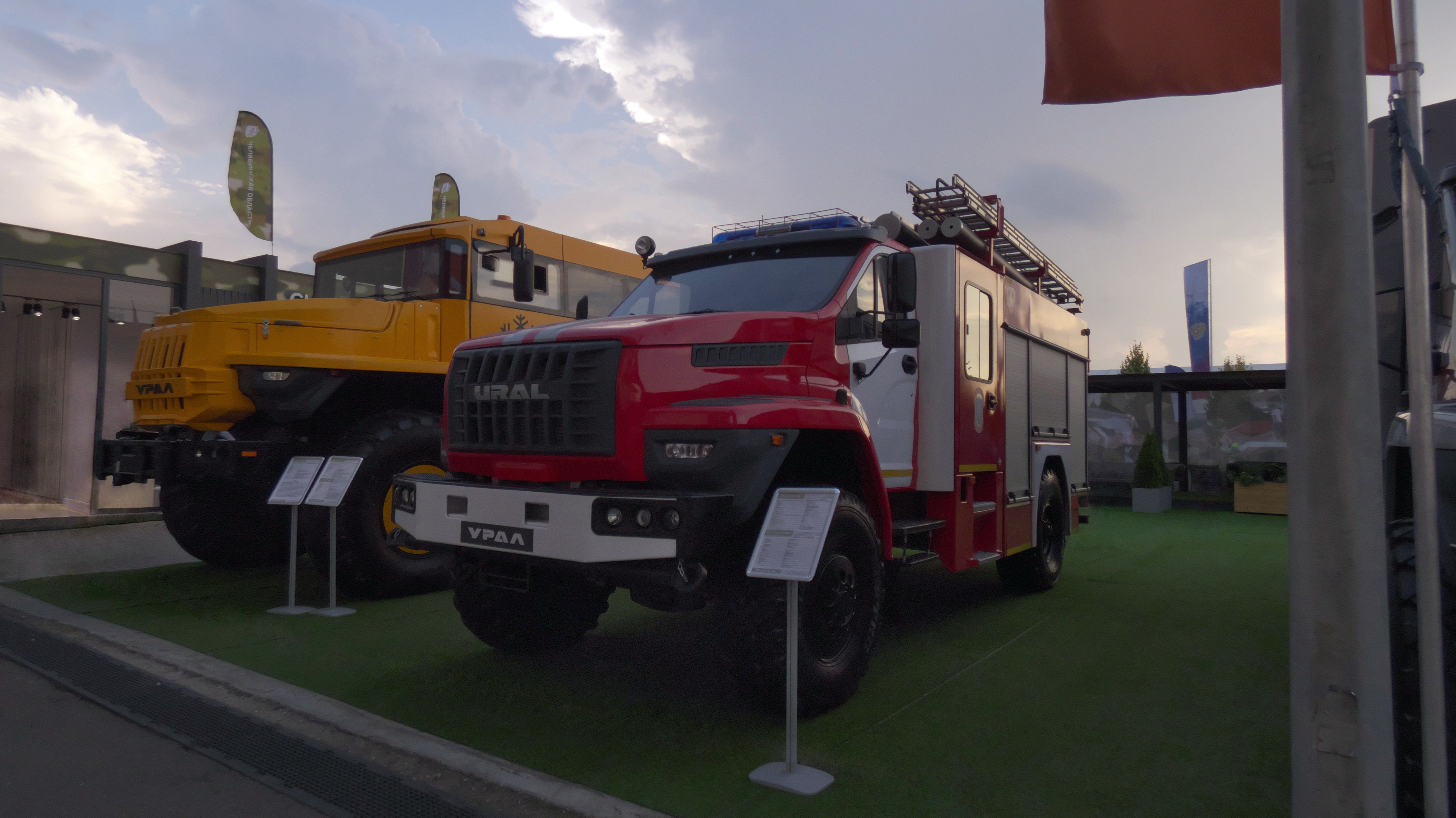
Урал-5557

- Урал-4320*/5557*-****-40/41 — цельнометаллическая, трехместная, двухдверная кабина, так же под индексом выпускаются машины со сдвоенной четырёхдверной кабиной;
- Урал-4320*/5557*-****-42/44 — цельнометаллическая, трехместная, двухдверная кабина со спальником. В настоящее время снята с производства;
- Урал-4320*/5557*-****-48/58/59 — версия с новой более объёмной комфортной кабиной капотного типа, пластиковым оперением, подрессоренным сиденьем водителя;
- Урал-4320*/5557*-****-70/71/72/73/74/75 — версия с использованием кабинного модуля Газели Next, может быть трёхместной или семиместной;
- 2Ф510А — транспортная машина из комплекта 2С12.

Все версии могут так же оснащаться бескапотными кабинами IVECO.

## 43206

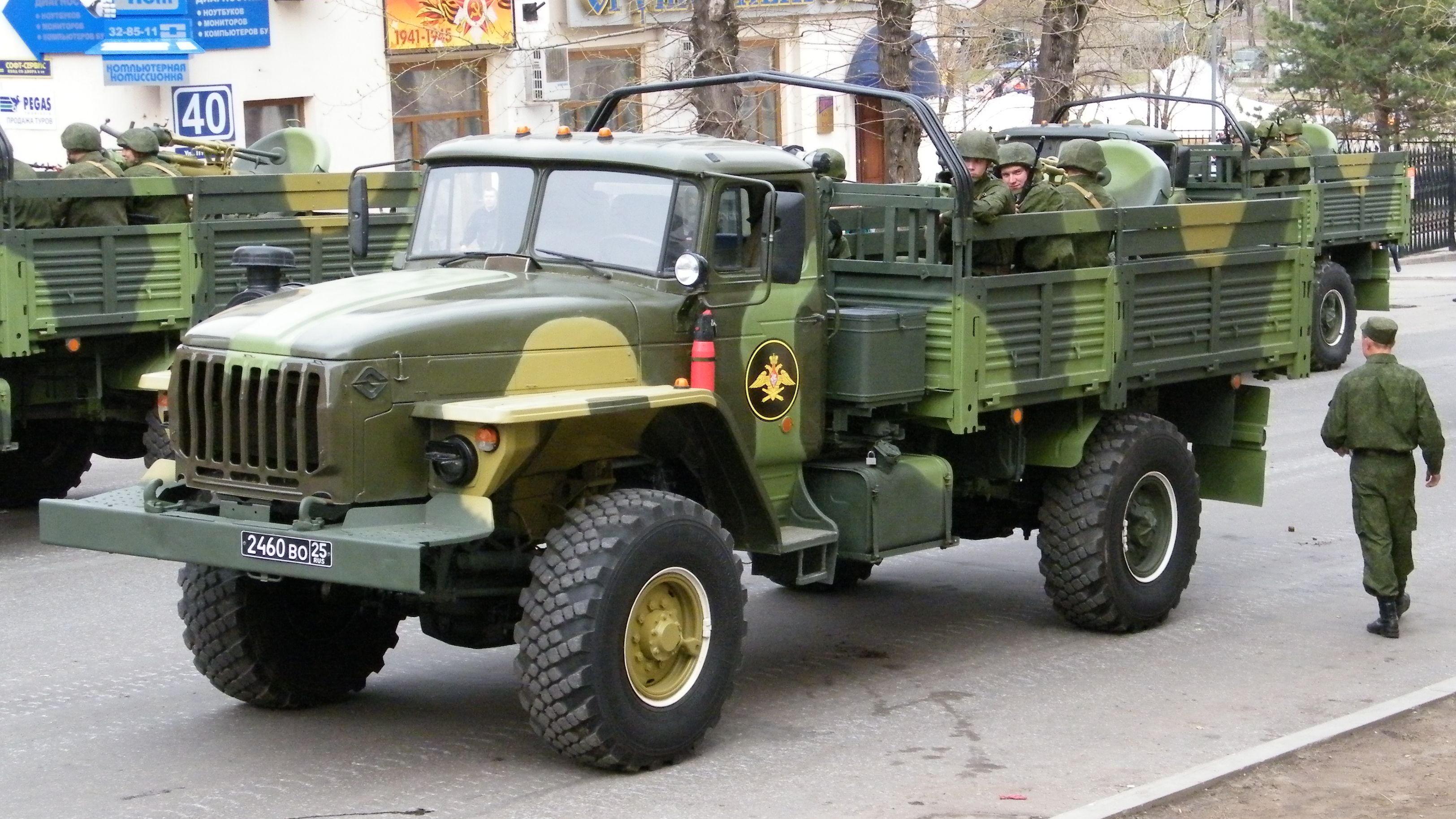
«Урал-43206» на параде (Восточный военный округ)

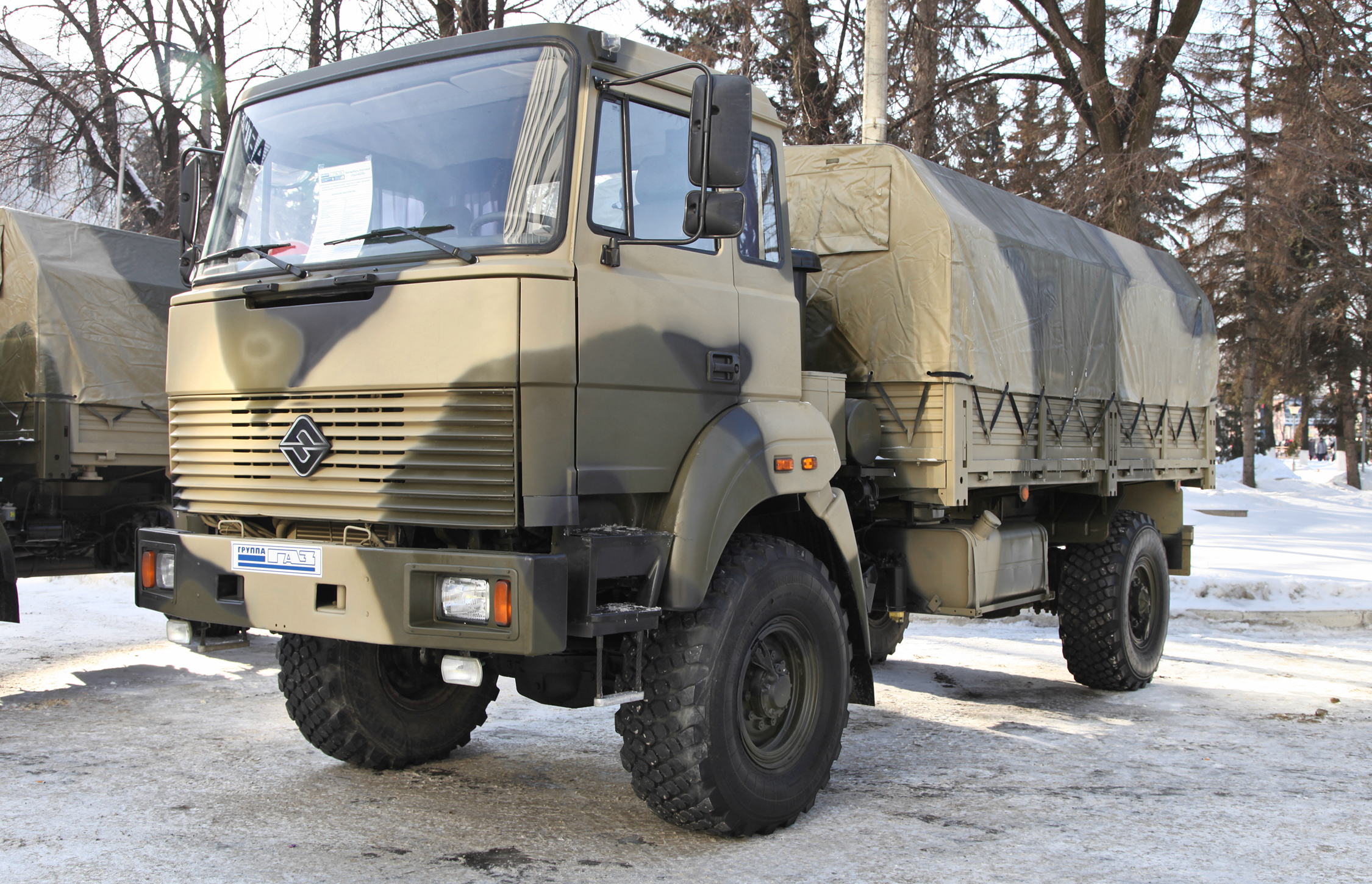
Урал-43206-59 с бескапотной кабиной IVECO

- Урал-43206-****-** — шасси с колёсной формулой 4 × 4; новая система впрыска топлива — уменьшен расход; увеличенная колесная база (4405 мм против 3525 мм у Урал-4320)[2]

В 1993 году был представлен первый опытный образец Урал-43206. Изначально автомобиль оснащался дизельным двигателем внутреннего сгорания КамАЗ-740.10, но с учётом экономических сложностей, было принято решение оснащать автомобиль двигателями внутреннего сгорания ЯМЗ-236 и ЯМЗ-238 Ярославского моторного завода. В 2009—2014 годах на автомобили серии 43206 мелкосерийно устанавливали бескапотную кабину типа Iveco «P» (производства СП «УралАЗ-ИВЕКО») с оригинальным скруглённым интегральным стеклопластиковым капотным оперением.
Урал-43206 был разработан для транспортировки грузов, людей и трейлеров на всех типах дорог и бездорожью
- АЦ-3,0-40 — пожарная автоцистерна с резервуаром объёмом до 4 м3.
- 4121-79М — модификация с пневматическим управлением ДОМ, устройством ДЗК и коробкой с ТНВД для отбора мощности. В кабине присутствует спальное место[7].
- Урал-43206-41 — шасси[8].

### Бронированные армейские модификации

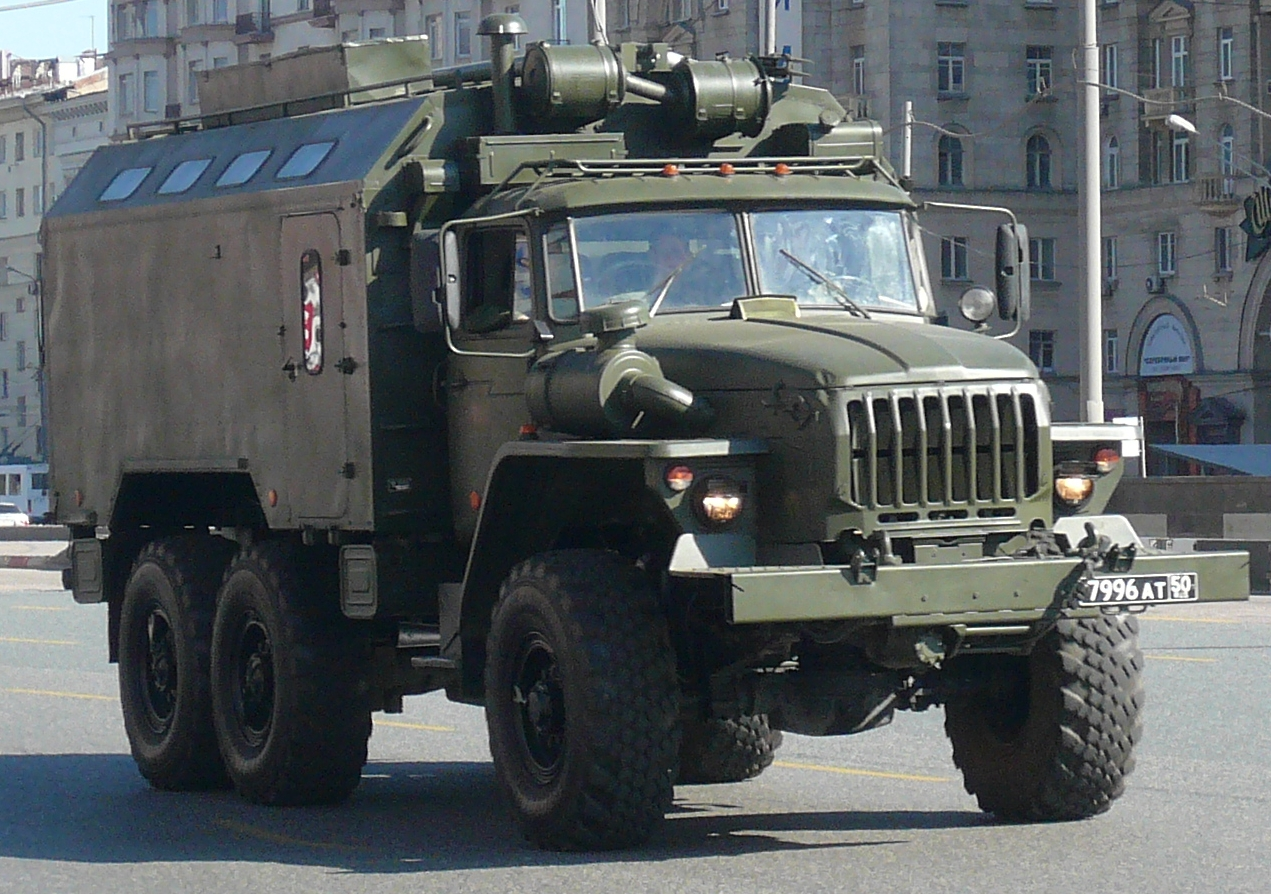
Урал-4320 с не бронированным кузовом-фургоном (кунгом)

#### Урал-4320-09-31
Бронированный автомобиль на базе Урал-4320-31 с кабиной, формованной из цельного бронированного листа, с бронированными стеклами, амбразурами для ведения огня, мощными сейфовыми дверями, оборудованными замками с внутренней блокировкой.
Пол кабины, задняя стенка и крыша тоже выполнены из бронелиста, в крыше — бронированный люк, который можно использовать как пулемётное гнездо. Кабина стала двухместной, с раздельными сиденьями. На освободившемся месте установлено спецоборудование: приборы ночного видения, радиационной и химической разведки, армейская радиостанция и т. п. Кроме обычной «печки», на крыше монтируется фильтро-вентиляционная установка (ФВУ).
На автомобиле установлены стальная «маска» на радиаторе; боковины и капот изготовлены из бронелиста. Бронированы также ящик с аккумулятором и топливный бак. В кузове под тентом может быть установлен бронированный модуль на 15—20 бойцов. Внутри только деревянные лавки.

#### Урал-Э4320Д-31 (Урал-4320-0010-31)
Бронированный автомобиль многоцелевого назначения, унифицированного семейства «Мотовоз-1» с бронированным функциональным модулем, установленным на платформе автомобиля, предназначенный для перевозки различных грузов, личного состава и буксирования прицепных систем по всем видам дорог и местности. Разработан на базе автомобиля Урал-4320-31 типа 6 × 6. Бронеавтомобиль обладает повышенной защищённостью от огня стрелкового оружия и противоминной стойкостью. Впервые был представлен на выставке Russian Expo Arms-2009 в Нижнем Тагиле. 10 июня 2011 года на показе военной техники на полигоне НИИИЦ АТ 3 ЦНИИ МО РФ в Бронницах автомобиль был представлен как Урал-4320-0010-31.

#### Casspir Mk6
Бронированная машина MPVI (англ. Mine Protected Vehicle for India), изготовляемая на созданном Mahindra & Mahindra и BAE Systems совместном предприятии Defence Land Systems India (DLSI) на принадлежащем Mahindra & Mahindra заводе в Индии (в Притхла близ Фаридабада, штат Харьяна). Заказ данных шести машин правительством Джаркханда был обусловлен необходимостью борьбы с действующими в штате повстанческими группами промаоистской ориентации.
Машина выполнена в виде конструкции, базирующейся на цельносварном V-образном корпусе и основе шасси грузовиков семейства «Урал-4320». Предлагаются модификации с колёсными формулами 4 × 4 и 6 × 6, оснащённые дизельным двигателем с турбонаддувом ЯМЗ-236НЕ2 (максимальная мощность 230 л. с. / 169 кВт) и механической коробкой передач ЯМЗ-236У. Данное решение выбрано с целью удешевления машины, стоимость которой заявляется от 350 тыс. долл. Согласно заявлению директора по развитию бизнеса BAE Systems Land Systems South Africa Йохана Йоосте, «использование элементов „Урала“ позволило сократить стоимость на треть».
В варианте с формулой 6 × 6 машина имеет длину 7,59 м, ширину 2,67 м, клиренс 380 мм, боевую массу 14,32 т. Бронеавтомобиль вмещает до 18 человек личного состава, размещаемых в индивидуальных подвесных противоударных креслах и может быть выполнен в виде бронетранспортёра, многоцелевой или командной машины. Заявляется, что на испытаниях машина выдерживала без ущерба для личного состава подрыв двадцатиоднокилограммого заряда под колесом (достоверность подтверждалась выложенным в интернете видео соответствующих испытаний) и четырнадцатикилограммовым зарядом под корпусом машины. Возможна навеска дополнительной баллистической защиты.

#### Урал-432009

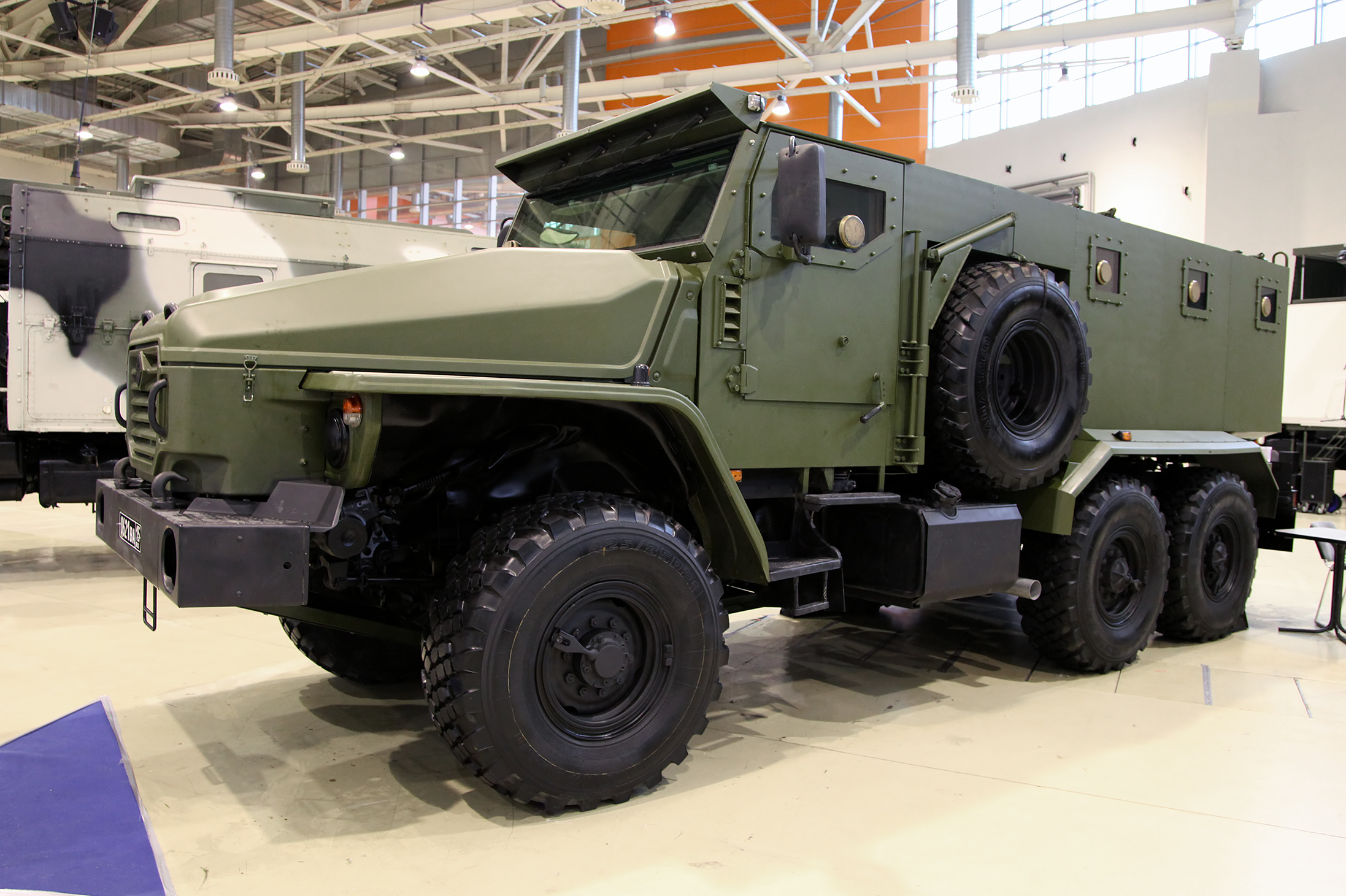
«Урал-432009»

Бронированный автомобиль спроектирован по техзаданию главного командования ВВ МВД России на базе шасси многоцелевого автомобиля «Урал-4320» 6 × 6. Бронеавтомобиль оснащён двигателем ЯМЗ стандарта «Евро-4», обладает противоминной защитой и выполнен с однообъёмным бронированным кузовом, в котором можно разместить до 17 бойцов с полным вооружением. Компоновка бронеавтомобиля свободная, что позволяет устанавливать на него различные варианты боевых модулей и оборудования в зависимости от поставленных оперативных задач.
Автомобиль впервые представлен в 2013 году на выставке Russian Arms Expo-2013 в Нижнем Тагиле. Данный автомобиль станет основой для целого семейства тактических защищенных автомобилей, обладающих высокой степенью унификации и отличающихся различными колёсными формулами.

#### «Федерал-М»

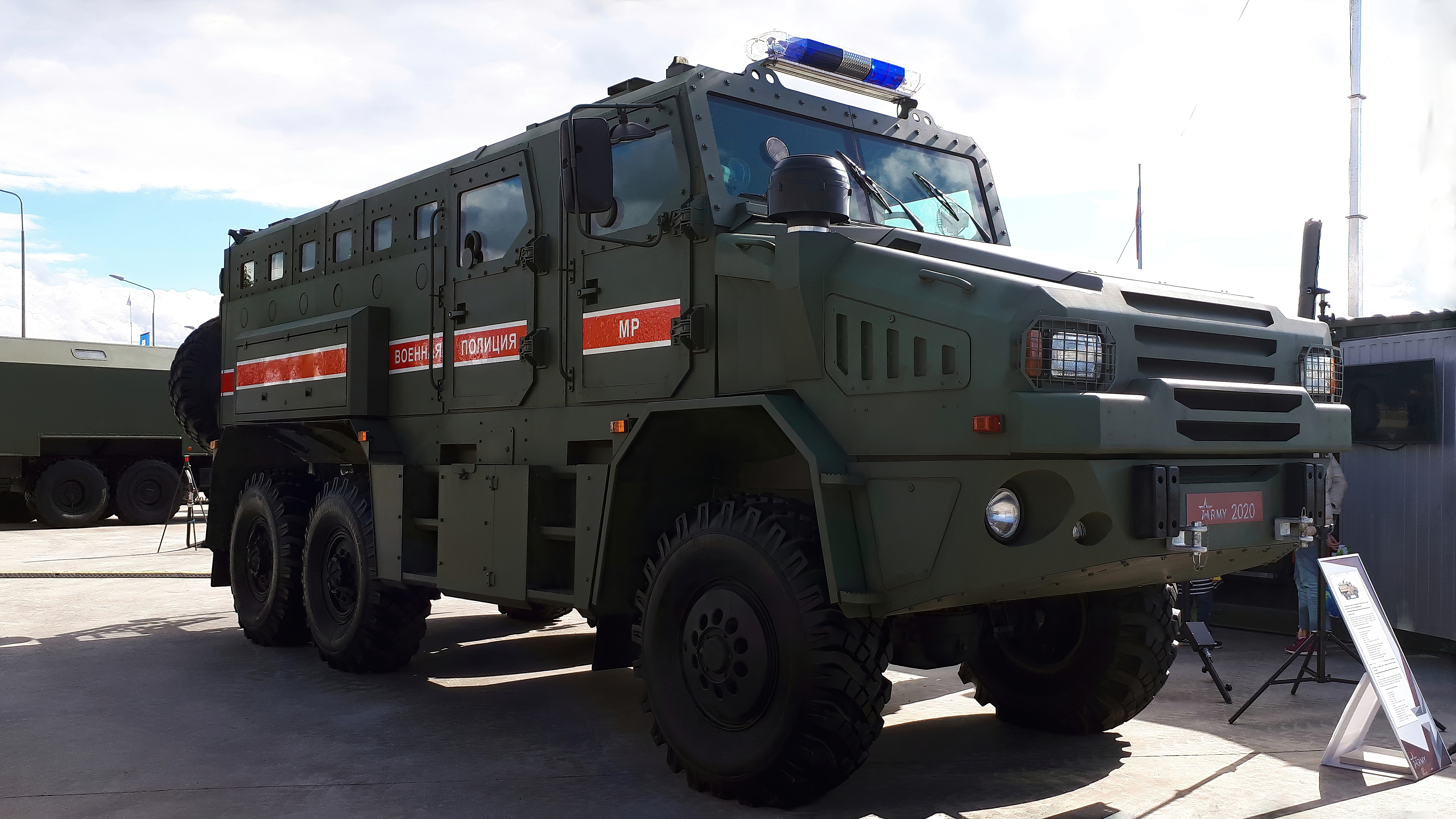
«Федерал-М»

Развитие идеи Урал-432009. Машина выставлялась на форуме «Армия-2020».

## УРАЛ-М с бескапотной кабиной
Технические характеристики:
- Полная масса до 22,5 тонн
- Максимальная грузоподъемность до 11 тонн
- Максимальная мощность до 310 л. с.
- Средний расход топлива от 38 л/ 100 км
- Гарантия на автомобиль 2 года* или 100 тыс. км
- Межсервисный интервал до 15 000 км

### Модификации
- 4320-3171-80 Бортовой
- 44202-3511-82 Тягач
- 3255-3013-79 Вахтовый автобус
- 55571-3121-80 Самосвал
- 4320-4151-81 Шасси

## Модернизированный Урал-ТМ Барс
В 2021 году завод «Б-Армс» из подмосковной Истры представил модернизированную версию Урал-4320 — Урал-ТМ Барс. Было заменено более 90 % агрегатов и запасных частей базового грузовика.

## Применение
- Более 500 автомашин «Урал-4320» состоят на вооружении армии Уругвая[11].
- Машины серии принимают активное участие в российско-украинской войне по обе стороны конфликта.

## Изображения

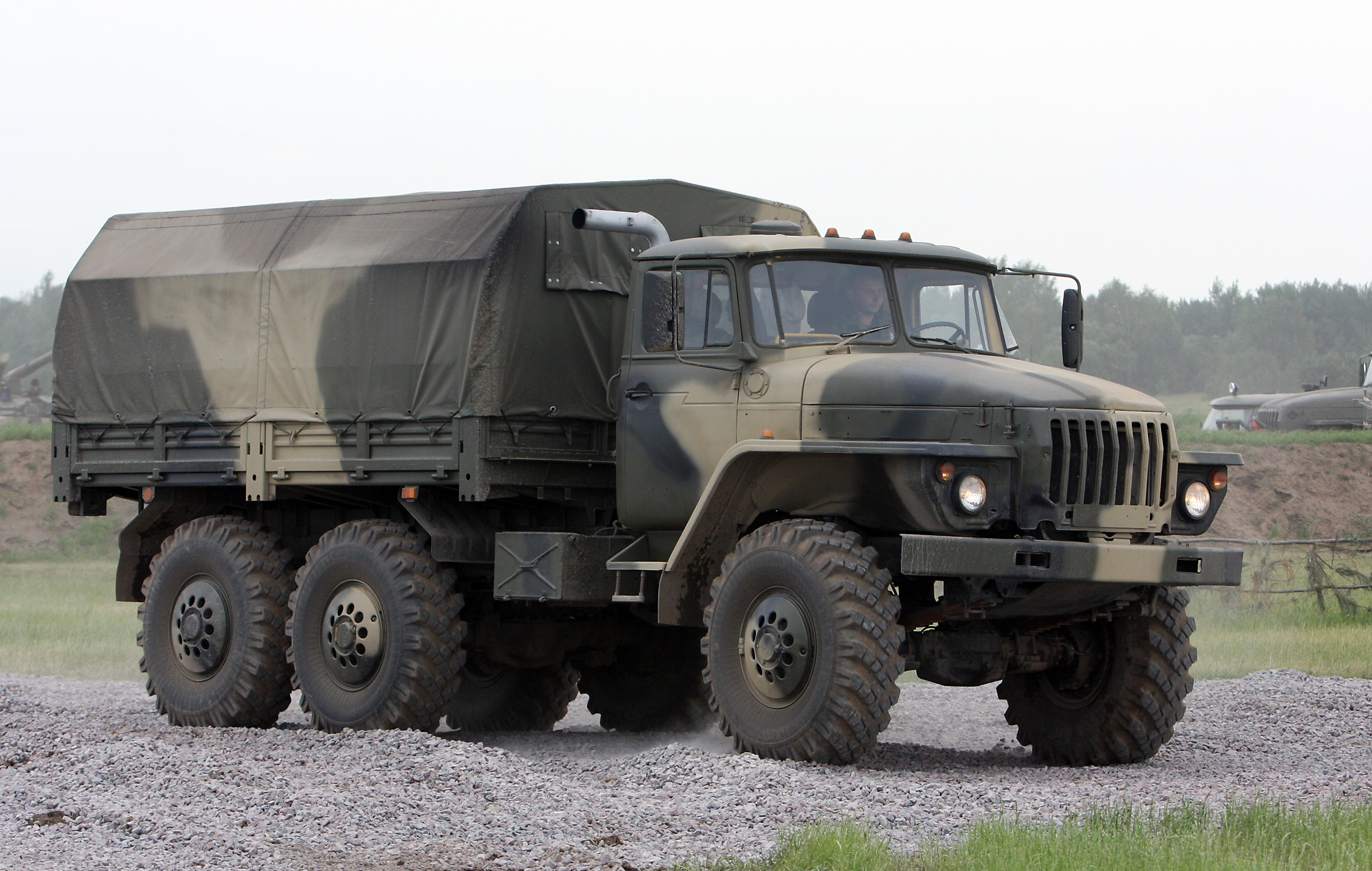
Урал-4320. 2010 год
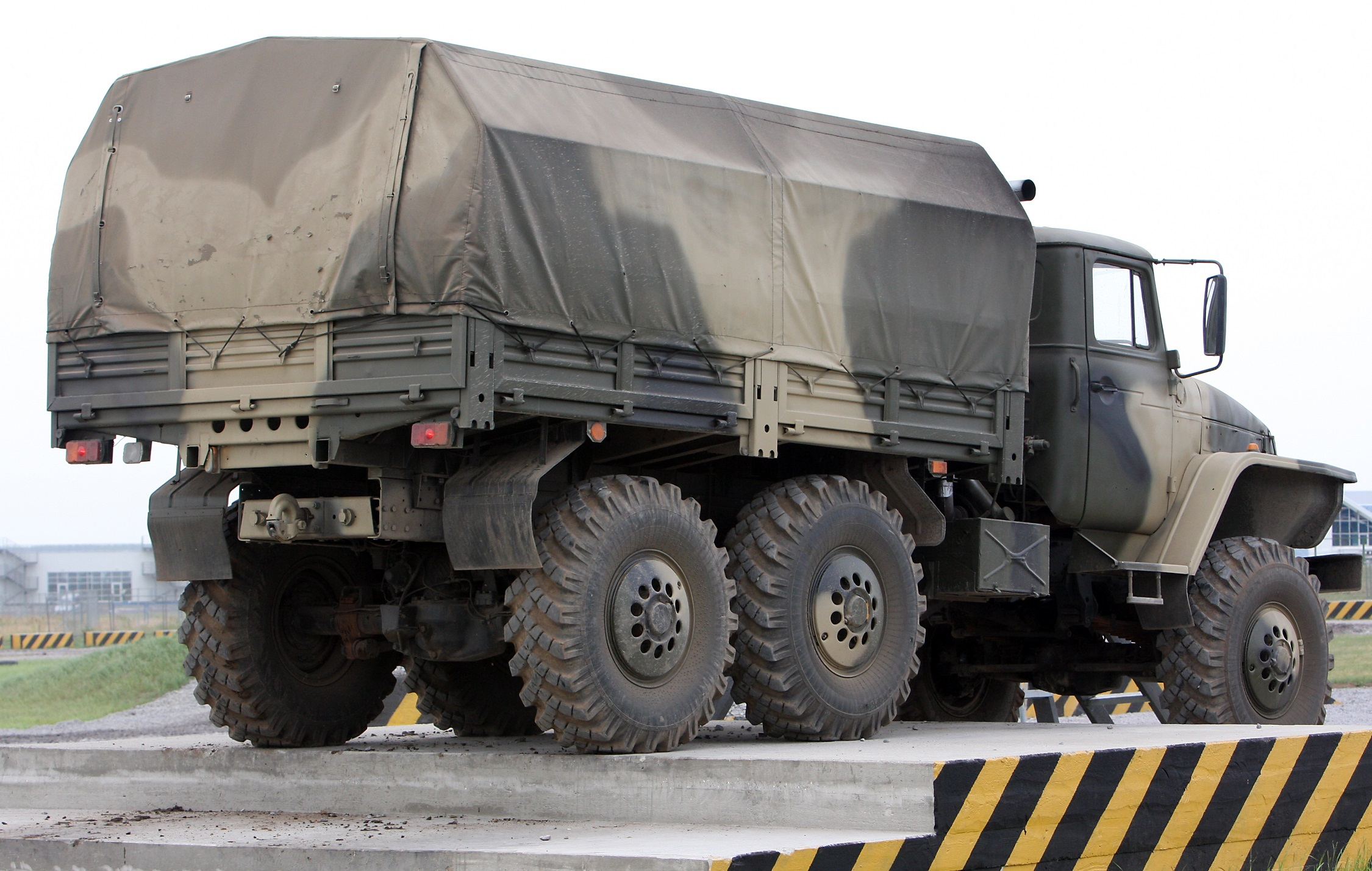
Урал-4320. 2010 год
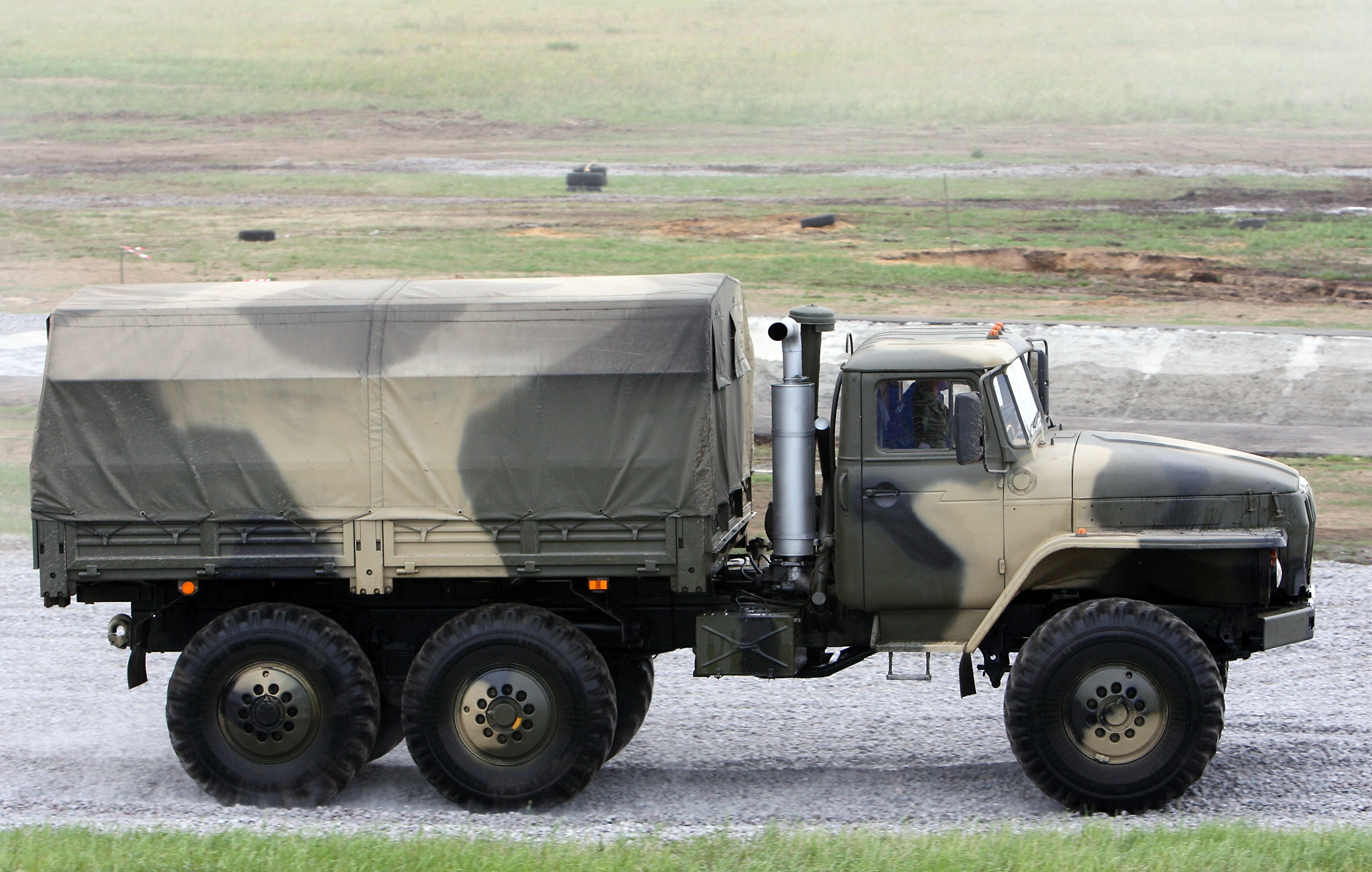
Урал-4320. 2010 год